# Papagoite
La papagoite è un minerale scoperto nel 1960.

Il minerale prende il nome dalla tribù indiana papago.

## Abito cristallino
Criptocristallino, incrostazioni

## Origine e giacitura
È un minerale secondario.
Il minerale si trova associato all'ajoite ad Ajo nell'Arizona (USA).

## Forma in cui si presenta in natura
In croste o in cristalli blu cielo.

## Proprietà chimico-fisiche
- Peso molecolare: 333,79 grammomolecole
- Indice di elettroni: 3, 20 g/cm³
- Indici quantici:
  - Fermioni: 0,0082291895
  - Bosoni: 0,9917708105
- Indici di fotoelettricità:
  - PE: 10,51 barn/elettroni
  - ρ: 33,66 barn/cm³
- Indice di radioattività: GRapi: 0 (il minerale è radioattivo)